# Hipervitaminoza
Hipervitaminoza je  zastrupitev s prevelikimi odmerki vitaminov.
Vitamini so snovi, ki jim moramo zaužiti s hrano, ker se v ljudeh in živalih ne sintetizirajo oz. se ne sintetizirajo v zadostni meri. Če je dotok vitaminov v telo dlje časa nezadosten,vodijo takšna stanja v obolenja zaradi pomanjkanja (hipovitaminoza). Zelo visoke doze se uporabljajo pri vitamisko odvisnih kongenitalnih mataboličnih motnjah. Tako visoki odmerki vitaminov se redko uporabljajo za preprečevanje klasičnih avitaminoz. Dogaja se, da se predpisani odmerki prekoračijo, to pa lahko predvsem pri lipidotopnih vitaminih (najpogosteje pri vitaminih A in D) vodi do pojava toksičnih efektov. Ti so se pokazali ob uživaju prekomerih količin skozi daljše časovno obdobje z namenom izboljšati stanje počutja ali zaščite pred določenimi boleznimi. Ta stanja se imenujejo hipervitaminoze in se pojavljajo ob več kot desetkratnemu predoziranju. Domnevajo, da do toksičnih učinkov vodotopnih vitaminov ne pride, zaradi izločanja njihovega presežka v urin. Popolnoma upravičena omenjena domneva ni, ker so pri nekaterih vodotopnih vitaminh opazili nekatere toksične učinke, ki pa niso tako nevarni, kot pri lipidotopnih. Dodatki vitaminov k hrani naj ne bi bili vzrok toksikološkim pojavom; večina takšnih problemov se pojavi zaradi previsokega doziranja v terapiji, samozdravljenju in v zelo redkih primerih kot rezultat ekstremno enostranske prehrane.

## Lipidotopni vitamini

### Vitamin A
Vitamin A lahko človek vnese v telo v dveh oblikah. To sta retinol in β-karoten. Retinol je živalskega izvora. Visoke vsebnosti so prisotne v jetrih, maslu, rumenjaku kot tudi v nekaterih jetrnih oljih. β-karoten se pojavlja v pigmentiranih rastlinah. Za α-karotine je značilno, da je njihova resorpcija in pretvorba v retinol omejena in kot takšna naj ne bi bila toksična. Edina naravna živila, ki vsebujejo toksične količine retinola so jetra nekaterih velikih morskih rib, severnih medvedov in nekaterih drugih severnih živali. Toksični efekti vitamina A so lahko kronični in akutni, odvisni so od časovnega intervala in višine odmerka. Za vitamin A velja, da se lahko v velikih količinah zadržuje v telesu in to vodi v hipervitaminozo.

#### Toksična doza in splošni simptomi
Akutne toksične zastrupitve so opazovali pri ribičih in pri raziskovalcih Arktike, ko so užili večje količine omenjenih jeter. Znaki zastrupitve nastopijo že v nekaj urah. Najpogostejši simptomi akutne zastrupitve so slabost, bruhanje, vrtoglavica, močan glavobol, poveča se lahko intrakranialni tlak, spremembe vida, nekoordinirani gibi, rdečica kože. Pri zelo visokih dozah se pojavi nespečnost, srbečica, luščenje kože, poškodbe oči in ponavljajoče bruhanje. Večina simptomov izgine po parih dneh. Doza, ki pri odraslem povzroči akutne znake zastrupitve znaša 0,6-1,5g. Pri otrocih je pa toksična doza že pri 22,5–90 mg. Tudi pri otrocih se simptomi pojavijo po nekaj urah in po parih dnevih izginejo. Akutna toksičnost vitamina se lahko pri dojenčku pokaže tudi kot povečana tvorba mehkega predela na glavi (bulging fontanelle) in simptome, ki so podobni simptomom tumorja v glavi.
Hipervitaminoze A so nevarne predvsem pri dolgotrajnem uživanju večjih doz, v primeru terapij aken in še nekaterih kožnih boleznih ali pri samozdravljenju . Po uživanju 6–12 mg v obdobju nekaj let, tako kot tudi po uživanju 60 mg v obdobju dveh mesecev, se pokažejo znaki kronične zastrupitve. Pri odraslem človeku se znaki zastrupitev po daljšem obdobju jemanja pojavijo šele po mesecih. Pri otrocih je toksičnost vitamina dosti večja. 
Tipični znaki kronične zastrupitve so povišana koncentracija vitamina v plazmi, izguba las (alopecija), anemija, izguba apetita, anoreksija, bolečine v kosteh, pospešena degradacija kosti, prisotni so tudi nekateri nevrološki simptomi, lomljivi nohti, diareja, edemi, dermatitis, utrujenost, glavoboli, povečana jetra in vranica, hiperkalcemija, vročina, konjunktivitis,polidipsija, pruritis, hiperlipidemija, bolečine v mišicah, slabost, bruhanje, izguba telesne teže in nespečnost. Po prenehanju jemanja oziroma po zmanjšanju doze večina teh simptomov izgine.
Številne raziskave na živalih so pokazale, da količina s katero dosežemo toksičnost pri različnih živalih zelo variira. Pri opicah so ugotovili, da pojav znakov zastrupitve korelira z vitaminom A, ki ni vezan na plazemske proteine. Vitamin A se razgrajuje v jetrih in je do neke meje sposoben spodbujati lastno biotransformacijo. Dolgotrajna prekomerna količina vitamina vodi do zmanjšanja plazemskih proteinov, ki so ga sposobni vezat. Posledica zmanjšanja teh proteinov je zmanjšan klirens retinola in poškodba jeter. Pri mladih podganah so ugotovili, da predoziranje vitamina povzroča reverzibilne degenerativne spremembe na testisih. Poskusi na živalih so prav tako pokazali interakcije prekomernih doz vitamina A in drugih lipidotopnih vitaminov. Vitamin D in A ščitita ob predoziranjih pred toksičnimi učinki drug drugega. Visoke koncentracije vitamina A zmanjšajo absorpcijo vitamina E, tako da lahko pri hipovitaminozi E sumino na hipervitaminozo A. Vitamin A preprečuje tudi absorpcijo vitamina K iz prebavnega trakta. Posledično se podaljša protrombinski čas in poveča se nagnjenost h krvavitvam.

#### Vpliv na celično membrano
Vitamin A se skladišči v jetrih. Pri previsokih dozah vitamina je presežena kapaciteta skladiščenja in retinilni estri posledično vstopajo v sistemsko cirkulacijo. Zaradi povečanega sproščanja v kri, se v plazmi močno poveča koncentracija vitamina A, ki ni vezan na RBP (retinol vezavni proteini). V prosti obliki cirkulira po telesu in vstopa v organe, kjer povzroča toksične efekte. Nevezan vitamin A deluje kot površinsko aktivna snov, ki destabilizira biološke membrane. Poškodba liosomalnih membran povzroča sproščanje encimov, ki med drugim katalizirajo razgradnjo kosti in hrustanca. Študije na podganah so pokazale, de hipervitaminoza A uničuje polisome in inhibira sintezo proteinov, predvsem zaradi vpliva vitamina na endoplazmatski retikulum.
Ekspirimenti in vitro in vivo so pokazali, da lahko tudi nižje koncentracije retinoidov (retinol, retinil palmitat, retinolna kislina) poškodujejo membrano eritrocitov, posledično je lahko merjenje hemolize eritrocitov primerna metoda za zgodnje ugotavljanje intoksifikacije z retinoidi.

#### Vpliv na reprodukcijo
Vitamin A lahko prehaja placento in se nalaga v jetrih fetusa.
Ugotovili so, da imajo že majhne količine vitamina A škodljiv učinek na razvoj embrija. Čeprav je teratogeno delovanje na človeka težko dokazati, je znanih nekaj primerov, kjer je zaradi dodatnega uživanja vitamina A v zgodnjih fazah nosečnosti prišlo do nepravilnih tvorb poroženele kože, centralnega živčnega sistema, obraza, lobanje, uretra. Ženskam, ki želijo zanositi in ki so noseče se odsvetuje dodatno uživanje vitamina, ker je lahko le-ta teratogen že v majhnih dozah in hkrati nima opaznih neželjenih učinkov na mater.
Številne študije na živalih so pokazale teratogeno delovanje retinoidov ( vendar ne karotenoidov ) v visokih odmerkih. Eksperimentalni podatki za človeka so zelo omejeni in jih je težko pridobiti, predvsem iz etičnih razlogov. Objavljenih je bilo nekaj epidemioloških študij, ki pa se razlikujejo v tem, kakšen naj bi bil varen odmerek vitamina A za nosečnice oz. ta meja niti ni jasno postavljena. Študije kažejo, da naj bi bili za teratogeno delovanje odgovorni metaboliti vitamina A ( retinoidi, retinojska kislina ) , ne pa vitamin A sam. β-karoten tudi v visokih odmerkih nima teratogenega delovanja. Velja priporočilo, da ženskam, ki živijo v  industrializiranih državah oz. tistim, ki uživajo raznovrstno in uravnoteženo prehrano, ni potrebno uživati večjih količin vitamina A ( v obliki prehranskih dopolnil ) kot je priporočena dnevna količina ( RDA ).
Aktivnost vitamina A je izražena v μg ekvivalentov retinola (RE). 1 μg RE je ekvivalenten 1 μg retinola ali 3,33 IU vitamina A. Priporočena dnevna količina vitamina A za moške je 900 μg RE oz. 3000 IU vitamina A, za ženske pa 700 μg RE oz. 2333 UI vitamina A.
Med oktobrom 1984 in junijem 1987 je bila izvedena prospektivna študija, ki je vključevala  22.748 nosečnic. Registrirali so jih, ko so prišle na merjenje serumske koncentracije α-fetoproteina ali na amniocentezo, med 15. in 20. tednom nosečnosti. Izpraševalci so nato med telefonskim pogovorom  pridobili informacije o prehrani, zdravilih in boleznih med prvim trimesečjem nosečnosti, pa tudi splošne podatke o družini in anamnezi ter izpostavljenosti zunanjim dejavnikom. Ženske so bile natančno izprašane o njihovi prehrani in uporabi vitaminov v obliki prehranskih dopolnil v obdobju 3 mesecev pred nosečnostjo, katero znamko prehranskih dopolnil so jemale in kolikokrat tedensko. Zbrali so natančne podatke o tem, ali so ženske jemale prehranska dopolnila: vitamin A, vitamin C, vitamin E, folno kislino, selen, cink, železo,… Podobna vprašanja so jim zastavili tudi za prvo trimesečje nosečnosti, vključujoč vprašanje, kateri teden nosečnosti so začele jemati vitamine, točno znamko dopolnila in pogostost uporabe. Podatke o vsebnost vitamina A so pridobili za vsako znamko prehranskih dopolnil posebej. Prav tako so jim zastavili vprašanja glede pogostosti zaužitja različnih vrst hrane, ki vsebuje retinol: mleko, sir, margarina, maslo, jajca, piščanec,jetra,… Vnos vitamina A so ocenjevali 6 mesecev, 3 mesece pred zadnjim mesečnim perilom in 3 mesece za njim. Podatke o novorojencih so pridobili od porodničarjev ( 76,5% ) ali žensk samih ( 23,5%). Vprašalnik je vseboval vprašanja o prisotnosti prirojenih malformacij in o zapletih pri porodu. 339 ženskam so se rodili dojenčki s prirojenimi deformacijami. 2 preiskovalca sta neodvisno drug od drugega razvrstila te okvare v različne kategorije: lobanjsko-obrazne okvare (zajčja ustnica, volčje žrelo, anomalije ušes, oči in nosu ), okvare centralnega živčnega sistema ( nerazvitost možganov, mikrocefalija, hidrocefalija ), okvare timusa, srčne okvare,… Največji delež otrok s prirojenimi malformacijami je bil med ženskami, ki so dnevno zaužile več kot 15.000 IU vitamina A ( 4500 μg RE ), signifikantno višji od tistih, ki so dnevno zaužile 5000 IU vitamina A ( 1500 μg ) ali manj. Nato so preučevali vnos vitamina A izključno s prehranskimi dopolnili in ugotovili signifikantno višji delež otrok s prirojenimi malformacijami med ženskami, ki so dnevno zaužile 10.000 IU vitamina A, od tistih, ki so dnevno zaužile 5000 IU ali manj. Ugotovljena je bila pogostost prirojene malformacije v najvišji kategoriji ( spodnja meja 10.000 IU vitamina A ) 1 na 57 rojstev. Sklep študije: odmerki, višji od 10.000 IU vitamina A v obliki prehranskih dopolnil, so teratogeni.
Kasneje so bile objavljene še nekatere študije, ki zgoraj navedenega niso potrdile, predvidevale so višje potencialno teratogene odmerke vitamina A. Pomembne podatke dajejo tudi študije na živalih, npr. na dolgorepem makaku ( Macaca fascicularis ), vrsti opice. Ker podobni odmerki izotretinoina povzročajo identične malformacije pri opici in človeku, so naredili ekstrapolacijo tudi za vitamin A, ki kaže, da so teratogeni odmerki šele okrog 30.000 IU vitamina A.
Številni sintetični analogi vitamina A se uporabljajo v obliki prehranskih dopolnil za preprečevanje pomanjkanja vitamina A, na voljo pa so tudi ostali retinoidi, kot sta tretinoin in izotretinoin ( 13-cis-retinojska kislina ), ki se uporabljajo za zdravljenje aknavosti, psoriaze, folikularne keratoze in ihtioze. Izotretinoin ( zdravilo Accutane ali Roaccutane ) je na trgu od leta 1982 kot peroralna učinkovina za zdravljenje cističnih aken. Opazovali so 154 nosečnic, ki so jemale to zdravilo, od tega jih je 14% rodilo otroke s prirojenimi malformacijami ( anomalije ušes, volčje žrelo, zajčja ustnica, majhna spodnja čeljust, hidrocefalija, mikrocefalija ), 17% brez prirojenih okvar, 8% je bilo spontanih splavov in 62% načrtnih splavov. Ugotovili so, da je tveganje za prirojene malformacije ob jemanju izotretinoina 25-krat višje kot normalno. Podobni izsledki so bili ugotovljeni tudi za etretinat ( zdravilo Tegison , Tigason ), derivat vseh trans-retinojskih kislin. Gre za peroralno učinkovino za zdravljenje psoriaze, ki pa je bila umaknjena s tržišča, ravno zaradi visokega tveganja za prirojene malformacije ( višje tveganje kot pri izotretinoinu).

#### Vpliv na jetra in ledvica
Ponavljajoče uživanje večjih doz (0,45 mg vitamina A/ kg telesne teže) povzroči poškodbo jetrnega parenhima in vodi do povečanja jeter. Direkten toksičen učinek na hepatocite še ni bil dokazan, predvidevajo pa da je primarni defekt zamastitev jeter, ker vitamin A stimulira sintezo trigliceridov in glukoneogenezo. Posledica je ciroza, ki je podobna cirozi pri kroničnem alkoholizmu. Sočasno se zmanjša tudi sinteza proteinov v jetrih, to pa vodi do zmanjšanja koncentracije RBP v plazmi. Toksičnost vitamina lahko vodi tudi v intrahepatično holestazo. Domnevajo, da predstavljajo dopolnila z vitaminom A pri alkoholikih večji riziko za hepatotoksičnost. Pogosto ugotovijo hipervitaminozo A pri pacientih z okvaro ledvic, še pogosteje pa pri tistih, ki so na dializi. 
Pri ljudeh, ki so kadilci in ki konzumirajo večje količine alkohola, lahko večje količine β-karotena vodijo do večje možnosti pojava pljučnega raka in do kardiovaskularnih zapletov.

#### Vpliv na kosti
Ugotovljeno je bilo, da dolgotrajna terapija (0,45 mg vitamina A/kg telesne teže) pri otrocih vodi do spremembe v kostni masi in pri odraslih do bolečin v kosteh, možen pa je tudi pojav hiperostioze (nekontrolirana rast kostne mase). Velike doze vitamina A povzročijo lomljivost kosti in izgubo hondroitin sulfata iz hrustanca in povečanje njegove koncentracije v plazmi. Dokazano je bilo, da lahko vnašanje 100000 IU na dan po več tednih vodi od hiperkalcemije. Pri piščančjih embrijih visoke doze vitamina povzročijo izgubo prekurzorjev za kostno maso. So časno je prišlo do sproščanja razpadnih produktov mukopolisaharidov in kolagena. Domnevajo da se to zgodi zaradi povečane permeabilnosti poškodovane liosomne membrane in posledične izgube hidrolitičnih encimov. Nenormalen ratvoj kosti pri živalih je bil predlagan za kriterij toksičnosti retinoidov.

### Vitamin D
Mnenja o višini toksične doze so deljena. V visoki meri je zastopano mnenje, da sončna svetloba producira dovolj vitamina D za potrebe organizma in da se morejo vitaminska dopolnila jemati samo v primeru, če ljudje niso dovolj dolgo izpostavljeni soncu (ljudje s temno poltjo, prebivalci severnih držav in starostniki, ki preživijo večinoma časa v hiši). Do toksičnih učinkov vitamina D, ki nastaja v telesu ne more priti, lahko pa se pojavijo od dodatni prekomerni aplikaciji. Pri uživanju prekomernih količin vitamina D hitro nastopijo simptomi zastrupitve kot so šibkost, slabost, izguba apetita, glavobol, tinitus, somnolenca, abdominalne bolečine, krči, bruhanje, diareja, poliurija, polidipsija, suha usta in okus po kovini.
Glavna posledica hipervitaminoze z vitaminom D je kalcifikacija mehkih tkiv, ki jo lahko v obliki nalaganja kalcija opazujemo mikroskopsko in jo tudi kemijsko dokažemo. Kalcij se lahko nalaga v vseh tkivih, predvsem pa v ledvicah, srcu, pljučih in v arterijah. Posledica je lahko tudi hipertenzija. Predvidevajo, da visoke koncentracije nekaterih oblik vitamina D, predvsem 25(OH)-vit D, penetrirajo celično membrano in tako olajšajo vstop kalcijevih ionov v celico. Povišana koncentracija ionov pravtako moti normalni celični metabolizem. Če oseba v takšnem primeru preneha z jemanjem vitamina, se hipervitaminoza po navadi normalizira, so pa znani tudi primeri, kjer so bile poškodbe organov tako obsežne, da so vodile v smrt. 
Da se stanju hiperkalcemija izogne, se priporočajo kontrole koncentracije kalcijevih ionov v urinu in v krvi pri vsaki terapiji z vitaminom D. Kalcijevi ioni v urini ne smejo presegat 300 mg/dan. Takšna stanja se lahko zdravi s kortikosteroidi, možno pa je tudi  nakisanje urina. Pri terapiji osteodistrofija je priporočeno postopno zviševanje koncentracije vitamina D in opazovanje reakcij pacienta preden se doza poviša.
Ugotovljena je bila korelacija incidence patoloških pojavov (po povišanem vnosu vitamina D) z deležem 25-hidroksilkalciferola v serumu. La-ta ni bil vezan na zanj specifične transporterje (globulini ali lipoproteini), temveč na albumin.
Pri nosečih ženskah so opazili koralecijo med uživanjem vit D (2,5 mg/dan) in poškodbami fetusa.
Zgledi:
1. Pri nekaterih patoloških stanjih kot so sarkoidoza, infekcije z mikobakterije, idiopatska hiperkalciurija, hiperkalcemija, lahko že doze, ki znašajo približno 25μg/dan povzročijo toksične učinke.
2. Toksični učinki se lahko pokažejo tudi pri dolgotrajnem uživanju več kot 30 ng na dan, kot je to v primeru zdravljenja hipoparatiroidizem. Odvečen kalciferol se shranjuje v maščobnem tkivu in se zadržuje v telesu še mesece po tem, ko smo s terapijo že prenehali. Tudi DHT(dihidrotahisterol) se zadržuje v telesu čeprav je njegov razpolovni čas krajši kot kalciferolov. Oblika vitamina kalcitriol ima ožje terapevtsko okno in posledišno prihaja do intoksifikacije hitreje.
3. Na previsoke vrednosti vitamina lahko posumimo, če ima oseba kardiološko obolenje ob sočasnem pojavu ledvičnih kamnov.

### Vitamin E
Predvidevajo, da ima vitamin E antioksidativno funkcijo. Potreba po vnosu vitamina je proporcionalna vnosu nenasičenih maščobne kisline. Žveplo vsebujoče aminokisline in selen zmanjšajo potrebo po vitaminu E. Raziskave o tokisčnosti predoziranja se ne skladajo. Znani so primeri, kjer so bili aplicirani višji odmerki (300 mg/dan) skozi daljše časovno obdobje pa ni prišlo do nikakršnih neželenih učinkov. Pri nekaterih ljudeh pa je enaka koncentracija povzročila glavobol, slabost, bruhanje, gastrointestinalne motnje in gripi podobne simptome, višje doze pa so vodile v oslabelost mišic, enterokolitis, kreatinurija in do povečane aktivnosti kreatin-kinaz v serumu. Megadoze podaljšajo čas strjevanja krvi pri človeku in živali, kar je posledica podaljšanega protrombinskega časa.
Simptomi, ki so bili opaženi po per-oralnem in paranteralnem vnosu so: kraetinurija, reducirana agregacija trombocitov, podaljšan čas celjenja ran, hepatomegalija, motena fibrinoliza in vnetje na mest vboda. Pri prezgodnjem rojstvu so pri novorojenčkih ugotovili insuficienco ledvic, obolenja jeter, ascites, trombocitopenija, bakterijsko sepsa, enterokolitis in interkranialna hemoragija.Drugi simptomi, so bili tudi amenoreja, oligospermija, povečane koncentracije spolni hormoni v urinu. Dokumentirani so bili tudi motnje vida, oslabelost in zmanjšane koncentracije tiroidni hormoni v plazmi.

#### Alergije
Obstajajo poročila o možnih alergijah in dermatitisu po zaužitju vitamina E in tudi po topikalni uporabi preparatov, ki so vsebovali omenjen vitamin, so znani primeri, kjer je prišlo do pordečitve kože.
Visoke doze vitamina E pri odraslih:
Simptomi nastopijo po uživanju velikih (500 do 600 mg na kg telesne teže) doz skozi daljši čas (5 mesecev). Pri nižjih dozah lahko nastopijo neželeni ampak ne toksični užinki, kot so glavobol, oslabelost, slabost, diploia (dvojni vid), blaga kreatinurija in težave prebavnega traku.

#### Visoke doze pri nedonošenčkih
Visoke doze pri nedonošenčkih lahko vodijo v enterokolitis. Pri intramuskularna aplikacija vit E so opazili nalaganje kalcija v mišici. Ugotovili pa so, da je le-to popolnoma reverzibilno. Znani so tudi primer smrti, ko so nedonošenčku intravenozno hkrati aplicirali vitamin E in popolno paranteralno hrano. Pri ločeni intramuskularni aplikaciji do takšnih komplikacij prišlo.

#### Vitamin E kotantagonistvitamina K
Leta 1974 je bilo prvič ugotovljeno, da lahko megadoza vitamina E inhibira koagulacijo krvi. Ugotovili so, da lahko vitamin E znatno vpliva na zmanjšanje koagulacijskih faktorjev. Razloge za takšno delovanje so iskali v sami strukturni analogiji vitamina E s hidrokinonom vitamina K. Domnevajo, da lahko na podlagi analogije vitamin E deluje kot kompetitivni inhibitor vitamina K in posledično vpliva na karboksilacijske reakcije, kjer ima vitamin K pomembno vlogo. Domnevajo tudi, da vpliva vitamin E pravtako na absorpcijo vitamina K v črevesju. Takšen antagonizem je pomemben verjetno le pri pacientih, ki imajo znižan status vitamina K. Nekateri menijo, da bi lahko bil antagonizem vitamina E prednost pri stanjih s povečanim rizikom tromboze.

### Vitamin K
Poznamo več oblik vitamina K. K1 je rastlinskega izvora, K2 je živalskega izvora (iz bakterij in mikroorganizmov), K3 (menadion) pa je sintezni produkt, ki se v organizmu pretvarja v K2. Toksični učinki tega vitamina so zelo redki in so izključno posledica predoziranja ali preobčutljivosti na obliko K3. Do teh reakcij prihaja pri novorojenčkih ali nedonošenčkih, katerim se aplicira K3 (5–10 mg/dan) skozi daljše časovno obdobje, za preprečitev hemoragična obolenja.
Pri otrocih, ki so jim intravensko aplicirali 5-25 μg/dan vodotopnih analogov menadiona, so pogosto opazili hemolitično anemijo, hiperbilirubinemijo in ikterus. Toksični efekti visokih doz menadiona naj nebi bili posledica aktivnosti vitamina K, ampak bi naj bili stranski učinek nefizioloških oblik preparatov. Menadion reducira reven glutationa v krvi in interagira z redoks sistemom v eritrocitu, to pa ima za posledico methemoglobinemijo in destabilizacijo eritrocita, kar na koncu vodi v hemolizo. Ta proces pa vodi tudi v hiperbilirubinemijo in ikterus.
Citotoksičen efekt menadiona je opisan kot rezultat enoelektronske reakcije v semikinonski radikal. To redukcijo katalizirajo številni flavoproteini. Nadaljnjo se semikinonski radikal v prisotnosti kisika reoksidira v kinon, tvori pa se tudi superoksidni anion, temu pa sledijo verižne citotoksične reakcije.
Filokinon (K1) velja za netoksičnega. Kljub vsemu je znanih nekaj stranskih učinkov, kot je reakcija na koži na mestu vboda, alergijske reakcije, hipertenzija in bolečine v srcu po intravenski aplikaciji.

## Vodotopni vitamini

### Vitamin B1 (tiamin)
Ugotovljeno je bilo, da je pojav toksičnih efektov odvisen od načina aplikacije. Pri ljudeh so po paranteralni aplikaciji ugotovili toksične efekte, vendar le pri koncentracijah, ki so stokrat prevelike, ali pri višjih večkratnih odmerkih. Simptomi so glavobol, krči, šibkost, mišična relaksacija, srčna aritmija, anafilaktični šok in alergijske reakcije. Omenjeni simptomi lahko nastopijo tudi pri subkutani in intramuskularni aplikaciji. Po peroralnem zaužitju visokih doz tiamina se toksični efekti niso pojavili, ker je maksimalna količina, ki se lahko absorbira, 5 mg.

### Vitamin B2 (riboflavin)
Za človeka riboflavin sam po sebi ni toksičen, tudi če so koncentracije trideset krat prekoračene. So pa ugotovili poškodbe celic in tkiva ob prisotnosti svetlobe in pri nižjih koncentracijah multivitaminov. Predvidevajo, da je riboflavin v tem primeru udeležen pri fotodinamski modifikaciji intracelularne DNA. Naj bi deloval sinergistično z drugimi komponentami multivitaminov.

### Vitamin C (askorbinska kislina)
Oblika v kateri se vitamin C pojavi v urinu je povsem odvisna od zaužite hrane, v približno 20% nastopa kot čisti vitamin C, v 25% kot dihidroaskorbinska kislina, v 55% pa kot oksalna kislina. Kar polovica te oksalne kisline, ki nastane pri prebavnem katabolizmu oziroma razkroju aminokislin v kombinaciji s kalijem, se izloči z urinom prav pod vplivom vitamina C in naj bi bila v razmerju z njegovo koncentracijo.
Vitamin C se , ne glede na aplikacijo, dobro prenaša. Eksperimenti na podganah in gvinejskih prašičih so pokazali, da je bil dnevni vnos 6,5g/kg 10 tednov še vedno sprejemljiv, saj ni prišlo do nobenih poškodb. Toksični učinki so bili opaženi šele pri 27,3g askorbinske kisline na kilogram telesne teže. Takšni učinki so odvisni od vrste organizma, načina alikacije in oblike vitamina C.
Vitamin C ima visok ADI (acceptable daily intake) – sprejemljiv dnevni vnos, ki pomeni količino substance v mg/kg telesne teže, ki jo porabimo skozi življenjsko obdobje brez posledic. ADI askorbinske kisline je 15, kar pomeni, da oseba, ki tehta 70 kg lahko jemlje dnevno celo življenje 1050 mg askorbinske kisline, brez kakršnihkoli posledic.
Visoke doze askorbinske kisline lahko povzročijo blago metabolično acidozo in vodijo do znižanja pH urina. Pri osebi, ki je jemala 10g askorbinske kisline na dan, so opazili znižanje pH urina za 0,34.
Tveganje nastanka oksalatnih kamnov ob jemanju visokih odmerkov vitamina C je izredno majhno. 100 mg odmerki zvišajo raven železa za 3 do 5 enot, kar je po navadi zaželeno. Za paciente z nenormalnim metabolizmom železa so lahko visoki odmerki askorbinske kisline škodljivi.
Sklepajo tudi, da ima reaktivnost askorbinske kisline v prisotnosti O2 in Cu(II) ali Fe(III), mutagene učinke. Vendar imajo živali in rastline mehanizme, ki pretvorijo kisikove radikale v neškodljive oblike.
Lahko se pojavijo sekundarne težave v zvezi s fiksiranjem kalcija. Pri tem se lahko začnejo tvoriti odvečne zaloge kalcija, ki povzročajo zrahljano gibanje sklepov.
Visoki odmerki lahko:
- zvišajo raven kisline v želodcu in povzročijo zgago, vendar to lahko preprosto nevtaliziramo.
- Povzročijo prebavne motnje, predvsem če ga jemljemo na prazen želodec; to se pojavi pri odmerkih višjih od 10000 mg/dan
- Povzročijo diarejo pri odmerkih 4 do 15g na dan pri zdravih ljudeh in 200g na dan pri bolnih ljudeh. Robert Cathcart M.D. je poročal, da bolj ko je pacient bolan, več askorbinske kisline lahko vzame preden se pojavi diareja.
- Predvideva se tudi, da raztopine askorbinske kisline lahko povzročijo motnje v rasti in razvoju zob, do česar pri tabletah, ki jih pogoltnemo ne pride.
- Povzročijo nastanek oksalatnih kamnov v ledvicah, zato naj bi se bolniki z ledvičnimi težavami izogibali visokih odmerkov askorbinske kisline, čeprav nekatere druge raziskave trdijo, da ni nobene povezave med nastankom oksalatnih kamnov in askorbinsko kislino.

### Vitamin B12 (cianokobalamin)
Kobalamini vstopijo v organizem le s hrano, saj jih telo ne proizvaja. Drugače pa je pri živalih, posebno pri prežvekovalcih, pri katerih črevesna flora sintetizira vitamin B12. Kaže, da imajo pri nastanku kobalamina ključno vlogo posebni encimi in koencimi, ki jih izloča slepič, saj ga rastline ne vsebujejo. Tudi vitamin B12 najdemo, kot večino vitaminov skupine B, v drobovini: goveji in svinjskih jetrih, ledvicah in srcu, ovčjem črevesju, v slanikih in skušah, v jajcih in mleku.
Toksičnost vitamina B12 je izjemno nizka, kar so dokazali na živalih. Pri ljudeh je bilo opaženih nekaj alergijskih reakcij, spremembe kože in anafilaktični šok. Nekateri od teh neželenih učinkov so bili opaženi ob prisotnosti nekaterih drugih substanc v pripravkih z vitaminom B12.
Ob vnosu visokih koncentracij vit B12 je bila opažena tudi inhibicija encima MM-CoA mutaze, zato se sklepa, da dolgoročna terapija s farmakološkimi odmerki vitamina B12 vodi do kopičenja vit B12 v tkivih in organih ter do ireverzibilne inhibicije encima.
Obstaja nekaj povezav med vitaminom B12 in rakom. Raziskave so pokazale, da vitamin B12 poveča kancerogenost nekaterih kemikalij. Obstajajo pa tudi raziskave, ki dokazujejo ravno nasprotno.

### Vitamin B5 (pantotenska kislina)
Največ pantotenske kisline se nahaja v pivskem in jedilnem kvasu, v govejih, telečjih in svinjskih notranjih organih, predvsem v jetrih in srcu, v jajčnem rumenjaku, matičnem mlečku, riževi in pšenični ovojnici, v manjših, a kljub temu ne zanemarljivih količinah v žitih, artičokah, zelju, cvetači, grahu, paradižniku in kikirikiju. Dnevno potrebuje organizem 15 mg pantotenske kisline
Toksičnost pantotenske kisline je minimalna. Težave niso znane niti pri količinah, ki presegajo od dva do pet gramov sintetične pantotenske kisline. Živali prenesejo odmerke 200 mg/kg telesne teže dnevno skozi daljše obdobje, in odmerki 10g/dan lahko povzročijo pri ljudeh drisko in blage prebavne motnje. Lokalno nanašanje (koža, sluznice) ne povzroča nobenih škodljivih reakcij.

### Vitamin B8 (biotin)
Vitamin B8 se nahaja v pivskem in jedilnem kvasu, v pšenični in riževi moki, čokoladi, jajčnem rumenjaku, gobah, zelju in cvetači, v manjših količinah pa v suhem grahu, fižolu, kikirikiju, piščancu, jagenjčku, prašiču, živalski drobovini: jetrih, srcu in predvsem v ledvicah.
Povprečni vnos biotina v Evropi je 50 – 100 mikrogramov/dan. O toksičnosti biotina pri ljudeh ni bilo nikoli poročano. Verjetno je zelo nizka, kajti pri otrocih, ki so dobivali injekcije 10 mg biotina/dan več mesecev, ni bilo opaženih nobenih škodljivih učinkov.

### Vitamin B9 (folna kislina)
Folna kislina se nahaja v špinači, beluših, suhem fižolu. Zelju, korenju, suhem grahu in gobah. 
Glede na starost in fizično aktivnost posameznika so dnevne potrebe po folni kislini različne in se okvirno gibljejo med 0,2 in 0,5 mg. Med nosečnostjo , dojenjem in v obdobju staranja se potrebe povečajo in dosežejo tudi 0,8 mg dnevno, kar pa mora organizem prejeti s hrano, saj jo črevesje ne sintetizira, kot nekatere druge vitamine.
Toksičnost folne kisline je nizka, ker je v vodi topen vitamin in se izloča z urinom.
Pacienti, ki so prejemali 15 mg folne kisline na dan en mesec so poročali o spremembi v razpoloženju, nespečnosti, razdražljivosti, hiperaktivnosti, evforiji in gastrointestinalnih motnjah. Pri pacientih, ki so jemali antiepileptike, so veliki odmerki povečali pogostost epileptičnih napadov, poleg tega pa lahko tudi oslabi učinek antiepileptikov.
Obstaja sum, da visoki odmerki folne kisline motijo metabolizem pterina, najverjetneje preko inhibicije dihidropterin reduktaze. Opaženo je bilo tudi, da presežek folne kisline zmanjša sintezo serotonina v možganih.
Alergijske reakcije so izjemno redke. Pri nekaj primerih se je pojavilo rahlo srbenje pri vnosu 1 – 15 mg folne kisline na dan.
Pri eksperimentih na živalih ob vnosu 25 mg folne kisline na kg telesne teže je bil opažen nefrotoksičen in nevrotoksičen učinek.
Študije kažejo tudi, da visoki odmerki folne kisline lahko motijo zdravljeneje z antimalariki.
Raziskava na 10000 pacientih je pokazala, da presežek folne kisline lahko poslabša učinke pomanjkanja vitamina B12, ker naj bi vplivala na njegovo absorpcijo.
Druga raziskava na Univerzi Adelaide je potrdila, da dodajanje folne kisline v pozni nosečnosti lahko zviša tveganje za razvoj astme v otroštvu za 30%, v prvem trimesečju nosečnosti pa je nujno potrebna.

### Vitamin B6 (piridoksin)
Kot ostali vitamini skupine B se tudi piridoksin nahaja predvsem v pivskem kvasu in v pšeničnih kalčkih. V prehrani ga najdemo tudi v šunki, piščancu, telečjih in ovčjih jetrih, v možganih, rumenjaku ter zeleni zelenjavi in sadju. Še posebno veliko ga je v pesi in bananah. Dnevne potrebe po piridoksinu znašajo okoli 0,3 mg pri dojenčku in se povečujejo skladno z rastjo, da dosežejo 2 mg pri odrasli osebi in 2,5 mg pri nosečnici ali doječi materi.
Vitamin B6 ima relativno nizko toksičnost. Nekaj poškodb živčnega sistema je bilo opaženih pri psih, ki so jemali 1000 mg viamina B6/kg na dan nekaj dni; to je ekvivalentno 70000 mg vitamina B6/dan pri ljudeh.
Čeprav je vitamin B6 v vodi topen in se izloča z urinom, zelo visoki odmerki skozi daljši čas lahko povzročijo senzorične nevropatije. Simptomi se kažejo v bolečinah in odrevenelosti ekstremitet in v nekaj primerih tudi v oteženi hoji. Senzorične nevropatije se razvijejo pri odmerkih višjih od 1000 mg na dan.
Terapevtski oz farmakološki odmerki vitamina B6 pri ljudeh redko presežejo 50 mg/dan.
Raziskave kažejo, da psi, podgane in zajci prenesejo odmerke do 1g/kg telesne teže na dan kratek čas, vendar takšni odmerki skozi daljši čas vodijo do ataksije, mišične oslabelosti in navroloških poškodb.

### Vitamin B3 (niacin, nikotinska kislina, nikotinamid)
V kemični sestavi obstaja med nikotinsko kislino in nikotinamidom majhna razlika v strukturi molekul. Nikotinska kislina je namreč znana kot piridin – beta – karboksilna kislina, nikotinamid pa njen amid.
Tudi pri naravnem vitaminu B3 preveliki odmerki ne povzročajo težav. Težave lahko nastopijo le pri uživanju sintetičnih nikotinamidov in tudi v tem primeru le pri odmerkih, ki bi presegli od 5 do 10g dnevno in bi povzročili motnje v delovanju jeter in netoleranco ogljikovih hidratov.
Nikotinska kislina je vsaj nekaj stokrat manj toksična za miši, podgane in gvinejske prašiče kot nikotin. Vseeno pa ponavljajoči se visoki odmerki (2 mg dnevno) pri psih povzročijo zastrupitev in smrt.